# Zur Genealogie der Moral
Zur Genealogie der Moral is een filosofisch werk geschreven door de Duitse filosoof Friedrich Nietzsche en uitgebracht in 1887. De titel wordt vaak vertaald als Over de genealogie van de moraal: een polemiek. Het boek bestaat uit een inleiding en drie samenhangende verhandelingen die voortbouwen op concepten die Nietzsche schetste in zijn eerdere werk Jenseits von Gut und Böse uit 1886. In deze verhandelingen traceert Nietzsche de evolutie van morele begrippen met als doel de confrontatie met morele vooroordelen, specifiek die van het Christendom en het Jodendom.
Het werk wordt beschouwd als een hoogtepunt in Nietzsche's oeuvre en heeft sinds publicatie invloed gehad op vele auteurs en filosofen. Sommige Nietzsche-kenners beschouwen het als zijn meesterwerk. Het boek heeft een aanzienlijke hoeveelheid citaties en verwijzingen ontvangen in filosofische werken, literaire artikelen en fictie.
De genealogische methode geïntroduceerd door Nietzsche in dit werk heeft een bredere toepassing gekregen in de filosofie en sociologie. Michel Foucault heeft de methode verder ontwikkeld en toegepast in zijn studies over seksualiteit en straf. De term genealogie wordt ook gebruikt in bredere zin door andere denkers, zoals Bernard Williams, die het heeft toegepast in zijn werk Truth and Truthfulness uit 2002.